# Gitta Sereny
Gitta Sereny (ur. 13 marca 1921 w Wiedniu, zm. 14 czerwca 2012 w Cambridge) – brytyjska dziennikarka, historyczka i biografka pochodzenia węgiersko-żydowskiego, autorka książek o Holokauście i nazizmie.

## Życiorys
Jej ojciec był węgierskim protestantem, matka Żydówką. W wieku 13 lat zupełnie przypadkiem (spóźnienie pociągu, który wiózł ją do szkoły z internatem w Wielkiej Brytanii) była obecna na zjeździe NSDAP w Norymberdze. W 1938 roku przeniosła się do Francji, potem uciekła do USA. Po II wojnie światowej zajmowała się z ramienia ONZ dziećmi-uchodźcami w Niemczech, między innymi uwolnionymi z Dachau i uprowadzonymi, by wychować je na „Aryjczyków”.
Dwie najbardziej znane jej książki to Albert Speer: His Battle with Truth (1995), oparta na osobistych rozmowach z architektem-nazistą, i The German Trauma: Experiences and Reflections 1938–2000 (2000), autobiografia przeplatana wspomnieniami osób, na których życiu okres III Rzeszy odcisnął piętno.
W 1972 roku opublikowała książkę The Case of Mary Bell, o zamordowaniu przez dziewczynkę dwóch chłopców. Oparła się na wywiadach z rodziną, kolegami, uczestnikami procesu. Honorarium z drugiej pozycji na ten temat, Cries Unheard, podzieliła się z Bell, za co zaatakowały ją tabloidy.
Kandydatka do literackiej Nagrody Nobla.

## Najważniejsze książki
- The Case of Mary Bell: A Portrait of a Child Who Murdered (1972, drugie wydanie 1995)
- Into That Darkness: From Mercy Killing to Mass Murder, studium postaci Franza Stangla, komendanta Treblinki (1974, drugie wydanie 1995, wydanie polskie: W stronę ciemności Rozmowy z komendantem Treblinki, przełożył Jan K. Milencki, Wydawnictwo Cyklady, Warszawa 2002)
- The Invisible Children: Child Prostitution in America, West Germany and Great Britain (1984)
- Albert Speer: His Battle with Truth (1995)
- Cries Unheard: The Story of Mary Bell (1998)
- The German Trauma: Experiences and Reflections, 1938–2001 (2002)

Drugie wydanie The Case of Mary Bell zawiera dołączony rozdział na temat morderstwa Jamesa Bulgera.